# Zemljopis Tanzanije
Tanzanija ima raznoliku geografiju, uključujući duboka i velika slatkovodna i slana jezera, mnoge nacionalne parkove i najvišu točku Afrike 5895 metara visok Kilimandžaro.
Sjeveroistok Tanzanije je planinski, uključuji planine Meru,  Kilimandžaro, Usambaru i Pare. Kilimanjaro privlači tisuće turista svake godine. Zapadno od tih planina je Gregorijev procjep, što je istočni ogranak Velike rasjedne doline.
Na sjeverozapadnu je jezero Victoria. To je najveće jezero u Africi po površini i tradicionalno ime izvora rijeke Nil. Jugozapadno od toga je jezero Tanganjika. Središnja Tanzanija je veliki plato, koji je dio istočno afričke visoravni. Južna polovica od ove visoravni je travnjak .
U istočnoj obali je Dar-es-Salaam najveći grad i bivši glavni grad države. Sjeverno od ovog grada leži Zanzibarsko otočje, poluautonomna teritorija Tanzanije koja je poznata po svojim začinima.

## Klima
Tanzanija ima tropsku klimu s regionalnim varijacijama zbog topografije. Na visoravni temperature se kreću između 10 i 20 ° C tijekom hladne i tople sezone. U ostataku zemlje temperatura rijetko pada niže od 20 ° C. Najtoplija razdoblja protežu se između studenog i veljače dok je najhladnije razdoblje između svibnja i kolovoza. Raspodjela padalina je neravnomjerna te ovisi o sezoni kiša.

## Statistika
- lokacija: Istočna Afrika, od Indijskog oceana, između Kenije i Mozambika, uključuje otoke Mafia, Pemba i Unguja
- zemljopisne koordinate: 6 ° 00'S 35 ° 00'E
- područje: 
  - ukupno: 947.300 km ²
  - zemljište: 885.800 km ²
  - voda: 61.500 km ²
- zemljište granice: 
  - ukupno: 3.861 km
  - granične zemlje: Burundi 451 km, Kenija 769 km, Malavi 475 km, Mozambik 756 km, Ruanda 217 km, Uganda 396 km, Zambija 338 km, Demokratska Republika Kongo 459km
- obala: 1.424 km 
  - isključivi gospodarski pojas: 370,4 km; 230,2 km
  - teritorijalno more: 22,2 km; 13,8 km
- teren: ravnice duž obale, središnja visoravan; gorja na sjeveru i jugu
- visinske krajnosti: 
  - najniža točka: Indijski ocean 0 m
  - najviša točka: Kilimandžaro 5895 m
- prirodni resursi: hidroenergija, kositar, fosfati, željezna rudača, ugljen, dijamanti, drago kamenje, zlato, prirodni plin, nikal
- korištenje zemljišta:
  - obradivo zemljište: 4,23%
  - stalni usjevi: 1,16%
  - drugo: 94,61% (2005.)
- navodnjavana zemljišta: 1.840 km ² (2003.)
- ukupni obnovljivi vodni resursi: 91 km3 (2001.)
- prirodne opasnosti: poplave na središnjem platou tijekom kišne sezone, suša, vulkani
- okoliš - trenutni problemi: degradacija tla, krčenje šuma, pustinja, uništavanje koraljnih grebena prijeti morskim staništima; nedavna suša utjecala na poljoprivredu, biljnom i životinjskom svijetu prijeti nezakoniti lov i trgovina, pogotovo za slonovačom.[2]